# Bob Astor
Bob Astor, geboren als Robert E. Dade (New Orleans, 5 oktober 1915 - ?) was een Amerikaanse bigband-leider, componist en diskjockey.

## Loopbaan
Astor begon zijn loopbaan als trompettist en drummer in brassbands in zijn geboortestad en het oosten van Texas. In het begin van de jaren veertig richtte hij in het zuiden van Californië een bigband op, waarin zowel 'blanke' als 'zwarte musici een plaats kregen. De Bob Astor Band debuteerde in Hermosa Beach (waar vanaf 1948 het bekende Lighthouse Cafe het centrum werd van de West Coast Jazz). De band was een populair orkest aan de oostkust, maar de groep toerde ook in het middenwesten en speelde in hotels en ballrooms in bijvoorbeeld Pittsburgh en Youngstown (Ohio). Ook was de band op de radio te horen. Astor componeerde talrijke nummers, waaronder de themesong van de band; "Blue Lights". Hoewel er een contract was met Decca nam de groep nooit op, dit vanwege een muzikantenstaking. Hierdoor teleurgesteld ontbond Astor de band in het midden van de jaren veertig. Musici in de band waren onder andere Jack Nimitz, Shelly Manne, Zoot Sims, Les Elgart, Larry Elgart, Dave Pell, Illinois Jacquet, Marty Napoleon en Neal Hefti. De vocalisten waren onder andere Irv Kluger, Tony Faso, Irv Levin en Hefti.
Na het einde van de groep werd Astor diskjockey. In de jaren zestig werkte hij bij Shaw Agency in New York en was hij, in 1964, een van de organisatoren van de Amerikaanse tournee van The Beatles.
Astor schreef onder meer:
- If You Don't Believe I'm Leaving (Count the Days I'm Gone (met Tom Ford), opgenomen door Dinah Washington
- Here Comes the Judge
- I Remember Harlem (met George Williams), bekend geworden in de uitvoering van Roy Eldridge
- In the Cool of the Evening
- Fat Sam from Birmingham, onder meer opgenomen door Louis Jordan en King Pleasure
- There Ain't No Flies on Me
- You're My Baby
- I'm the Butcher Boy